# جون بويد أفيس
جون بويد أفيس (بالإنجليزية: John Boyd Avis)‏ هو محامي وقاضي أمريكي، ولد في 11 يوليو 1875، وتوفي في 21 يناير 1944.